# Emma McDougall
Emma McDougall (Mánchester, Reino Unido, 6 de marzo de 1991 - 20 de febrero de 2013) fue una futbolista británica, que durante toda su carrera profesional jugó en los Blackburn Rovers Ladies F. C. Se desempeñaba en la posición de centrocampista.

## Biografía

### Carrera profesional
McDougall llegó a los Blackburn Rovers en enero de 2008, proveniente de los Fletcher Moss Rangers. A pesar de debutar al mes siguiente, estuvo después jugando en las categorías inferiores del equipo hasta que, al comienzo de la temporada 2008/09 —que empezó a finales del año 2008— fue elegida para jugar en el primer conjunto. Sin embargo, durante la temporada siguiente, no disfrutó de la confianza suficiente y no disputó ningún partido.

### Retirada y fallecimiento
Al quedarse embarazada, Emma dejó de jugar al fútbol para poder dedicarse al cuidado de su hijo. Algún tiempo después, le fue diagnosticado cáncer, causa de su fallecimiento el 20 de febrero de 2013, a los 21 años de edad. En su memoria, el entrenador de su equipo, Scott Rogers dijo: «Emma tenía un talento especial y su pérdida es algo trágico». Además, expresó sus condolencias hacia la familia de la jugadora en nombre de todo el equipo.

### Estadísticas
| Equipo                  | Temporada           | Liga | Liga  | FA Women's Cup | FA Women's Cup | FA Women's Premier League Cup | FA Women's Premier League Cup | County cup | County cup | Otros | Otros | Total | Total |
| Equipo                  | Temporada           | PJ   | Goles | PJ             | Goles          | PJ                            | Goles                         | PJ         | Goles      | PJ    | Goles | PJ    | Goles |
| ----------------------- | ------------------- | ---- | ----- | -------------- | -------------- | ----------------------------- | ----------------------------- | ---------- | ---------- | ----- | ----- | ----- | ----- |
| Blackburn Rovers Ladies | 2007/08             | 3    | 0     | 0              | 0              | 0                             | 0                             | 1          | 0          | 0     | 0     | 4     | 0     |
| Blackburn Rovers Ladies | 2008/09             | 17   | 0     | 3              | 1              | 2                             | 2                             | 4          | 2          | 0     | 0     | 26    | 5     |
| Blackburn Rovers Ladies | 2009/10             | 0    | 0     | 0              | 0              | 0                             | 0                             | 0          | 0          | 0     | 0     | 0     | 0     |
| Total de su carrera     | Total de su carrera | 20   | 0     | 3              | 1              | 2                             | 2                             | 5          | 2          | 0     | 0     | 30    | 5     |